# Lijst van Belgische ministers van Gezin
Dit is een lijst van Belgische ministers van Gezin.

## Lijst
| Minister                                  | Minister                                            | Partij | Partij          | Begin             | Einde             | Regering(en)                        | Bevoegdheid                        |
| ----------------------------------------- | --------------------------------------------------- | ------ | --------------- | ----------------- | ----------------- | ----------------------------------- | ---------------------------------- |
|                                           | Albert Marteaux (1886-1949)                         |        | PCB             | 31 maart 1946     | 20 maart 1947     | Van Acker III, Huysmans             | Minister van het Gezin             |
|                                           | Alfons Verbist (1888-1974)                          |        | CVP/PSC         | 20 maart 1947     | 27 november 1948  | Spaak III                           | Minister van het Gezin             |
|                                           | François-Xavier van der Straten-Waillet (1910-1998) |        | CVP/PSC         | 27 november 1948  | 11 augustus 1949  | Spaak IV                            | Minister van het Gezin             |
|                                           | Adolphe Van Glabbeke (1904-1959)                    |        | Liberale Partij | 11 augustus 1949  | 8 juni 1950       | G. Eyskens I                        | Minister van het Gezin             |
|                                           | Alfred De Taeye (1905-1958)                         |        | CVP/PSC         | 8 juni 1950       | 23 april 1954     | Duvieusart, Pholien, Van Houtte     | Minister van het Gezin             |
|                                           | Edmond Leburton (1915-1997)                         |        | PSB/BSP         | 23 april 1954     | 26 juni 1958      | Van Acker IV                        | Minister van het Gezin             |
|                                           | Robert Houben (1905-1992)                           |        | CVP/PSC         | 26 juni 1958      | 6 november 1958   | G. Eyskens II                       | Minister van het Gezin             |
|                                           | Paul Meyers (1921-2011)                             |        | CVP/PSC         | 6 november 1958   | 25 april 1961     | G. Eyskens III                      | Minister van het Gezin             |
|                                           | Joseph Custers (1904-1982)                          |        | CVP/PSC         | 25 april 1961     | 28 juli 1965      | Lefèvre                             | Minister van het Gezin             |
|                                           | Marguerite De Riemaecker-Legot (1913-1977)          |        | CVP             | 28 juli 1965      | 17 juni 1968      | Harmel en Vanden Boeynants I        | Minister van het Gezin             |
|                                           | Gustave Breyne (1914-1998)                          |        | BSP             | 17 juni 1968      | 21 januari 1972   | G. Eyskens IV                       | Minister van het Gezin             |
|                                           | Léon Servais (1907-1975)                            |        | PSC             | 21 januari 1972   | 26 januari 1973   | G. Eyskens V                        | Minister van het Gezin             |
|                                           | Maria Verlackt-Gevaert (1916-1983)                  |        | CVP             | 26 januari 1973   | 23 oktober 1973   | Leburton                            | Staatssecretaris voor het Gezin    |
|                                           | Jos De Saeger (1911-1998)                           |        | CVP             | 23 oktober 1973   | 3 juni 1977       | Leburton, Tindemans I, II, III      | Minister van het Gezin             |
| vacant (3 juni 1977 - 12 juli 2003)       |                                                     |        |                 |                   |                   |                                     |                                    |
|                                           | Isabelle Simonis (1967)                             |        | PS              | 12 juli 2003      | 18 juli 2004      | Verhofstadt II                      | Staatssecretaris voor het Gezin    |
|                                           | Gisèle Mandaila Malamba (1969)                      |        | MR              | 18 juli 2004      | 21 december 2007  | Verhofstadt II                      | Staatssecretaris voor het Gezin    |
| vacant (21 december 2007 - 20 maart 2008) |                                                     |        |                 |                   |                   |                                     |                                    |
|                                           | Melchior Wathelet (1977)                            |        | cdH             | 20 maart 2008     | 6 december 2011   | Leterme I, Van Rompuy en Leterme II | Staatssecretaris voor Gezinsbeleid |
|                                           | Philippe Courard (1966)                             |        | PS              | 6 december 2011   | 15 september 2014 | Di Rupo                             | Staatssecretaris voor Gezinnen     |
|                                           | Laurette Onkelinx (1958)                            |        | PS              | 15 september 2014 | 11 oktober 2014   | Di Rupo                             | Minister belast met Gezinnen       |